# Todd Stern

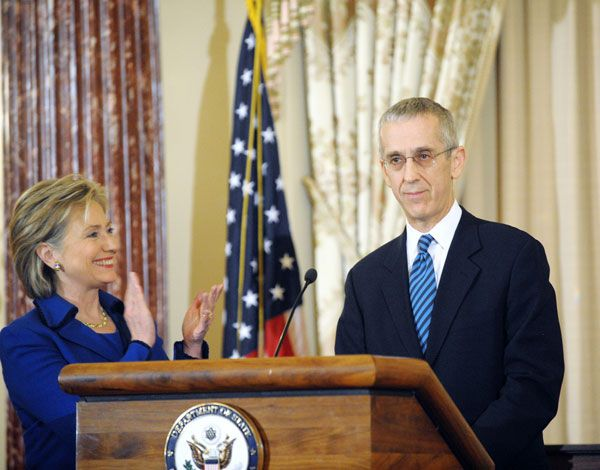
Todd Stern mit US-Außenministerin Hillary Clinton bei seiner Ernennung zum Sondergesandten am 26. Januar 2009

Todd D. Stern (* 4. Mai 1951) ist ein US-amerikanischer Verwaltungsjurist und der Klimabeauftragte der Regierung Obama.
Stern machte 1973 seinen Abschluss am Dartmouth College und absolvierte das J.D.-Programm der Harvard Law School.
Zwischen 1993 und 1998 war Stern Assistent und Stabsleiter des US-Präsidenten. Er ist Experte für Klimawandel und Umweltfragen. Stern war der Verhandlungsführer beim Kyoto-Protokoll und in Buenos Aires (COP-4).
Am 26. Januar 2009 ernannte US-Außenministerin Hillary Clinton Stern zum Sondergesandten für Klimawandel. Mit Xie Zhenhua, dem Chefverhandler Chinas, hatte Todd auch persönlich ein gutes Verhältnis und es gibt Hinweise darauf, dass dieses Verhältnis das Pariser Übereinkommen erst ermöglichte.

## Werke
- Landing the Paris Climate Agreement: How It Happened, Why It Matters, and What Comes Next. MIT Press, 2024 Cambridge, ISBN 978-0-262-04914-6.